# San Esteban Tizatlán
Tizatlán es una localidad mexicana ubicada en el municipio de Tlaxcala en el estado del mismo nombre. En él se ubica la zona arqueológica de Tizatlán del periodo postclásico.

## Acceso
Se accede al sitio llegando al estado de Tlaxcala y tomando la carretera que va al municipio de Apizaco. Tres kilómetros adelante se encuentra el entronque que conduce al centro de la población donde se ubica el sitio. También se accede tomando la carretera  
Santa Ana - Tlaxcala encontrando el retorno denominado La Garita.

## Etimología
Tizatlán es un vocablo de origen náhuatl que significa "lugar de la tiza". Hasta hace algunos años se explotaban yacimientos de este material.

## Historia
Las crónicas refieren que después de la muerte de Acantehuatecutli, señor de Ocotelulco, las discordias por el poder provocaron la separación de Tzompane, un caudillo, y con ello el establecimiento de un nuevo barrio. Los sucesores de Tzompane fueron quienes al paso del tiempo formarían el señorío de Tizatlán. Tercer señorío en consolidarse en la República de Tlaxcala, fue uno de los cuatro que conformaban la antigua República a la llegada del conquistador español Hernán Cortés.

## Héroes
En Tizatlán murió uno de los pequeños héroes americanos en la nación de la conquista española: Xicohténcatl Axayacatzin (el Joven), jefe del ejército tlaxcalteca, quien insistía en seguir combatiendo a los invasores hasta su aniquilación, pero tuvo que someterse a la decisión de su padre, y de los otros tres señores de Tlaxcallan, de aceptar la alianza con los españoles. Se le equipara con personajes de la talla de Cuitláhuac y Cuauhtémoc, los dos últimos tlatoanis mexicas.
El señor más destacado de este municipio es sin duda alguna Xicohténcatl Axayacatzin capitán de los ejércitos tlaxcaltecas quien luchó contra los españoles y sus aliados. Actualmente se erigen un par de estatuas a la memoria de este ilustre tlaxcalteca en Tizatlán, justo a un lado del sitio arqueológico.

### Leyenda de Motenehuatzin
Cuando murió uno de los  hijos del viejo senador de Tizatlán, dispuso que se llamara MOTENEHUATZIN (el que tiene nombre y por extensión el de renombre). El niño denotó extraordinariamente, y ya joven se educó y asistió al Cuicacalli, es decir, la Escuela de Canto.
Se le veía al surgir y ocultarse Tonatiuh, vagar por los hermosos jardines de Tizatlán, siempre llenos de flores. En los estanque alborotaba a las aves acuáticas. Las hermosas doncellas admiraban al príncipe. ¡Motenehuatzin es un cantor! Exclamaban los señores principales del palacio.
Al sazón, Tecayehuatzin, rey de Huexotzingo y afecto a los cantos había convocado a un concurso de oratoria a los poetas de la región. Aquí Tomaban parte los de: Chalco, Tetzcoco, Tlaxcallán, Cholollán y otros, que se reunían en Huexotzingo, olvidando sus diferencias políticas y contiendas armadas.
El palacio de Tecayehuatzin estaba lujosamente adornado. En el sitio de honor se hallaban los principales señores y los cantores concursantes y el pueblo ocupaba las graderías.
Cuando llegó el más joven de los cantores: Motenehuatzin, que portaba lujosas ropas en las que resaltaban los colores blanco y rojo de los tlaxcaltecas se produjo un rumor de admiración. Al terminar el joven poeta, fue ovacionado, atronaron en la sala voces de exclamación, golpes de muchas manos sobre el piso, roncos clamores del huéhuetl y de los caracoles; y continuó con el hermoso evento de la palabra.
Motenehuatzin regresó a Tlaxcallan como triunfador del concurso, y al abrazarlo su padre le dijo: Bien mereciste llevar el nombre de Motenehuatzin, tú regirás los destinos de Tizatlán.

## Artesanías
En San Esteban Tizatlán, se llevan a cabo actividades artesanales como es el tallado en madera, del cual, se derivan muchas modalidades, tales como: bastones (rayados, veteados, de mando etc.) lapiceros, teponascle en diversos tamaños, varas talladas con diversos temas, por mencionar algunas, incluso se han llegado a elaborar las coronas que han utilizado las reinas de la feria de Tlaxcala, pues estas han sido de madera. 
Esto ha sido una tradición que ha pasado de padres a hijos, y que ha tenido que enfrentarse y adaptarse a las nuevas formas de comercialización del mundo actual.

## El Carnaval
En la comunidad de San Esteban Tizatlan se adoptaron las "Cuadrillas" hace aproximadamente 90 años (1965), fueron copiadas por los habitantes de esta comunidad, de las cuadrillas que en esa época se ejecutaban en la comunidad de San Dionisio Yauhquemecan (Danceras y Taragotas). Las primeras cuadrillas fueron dos: Xicohtencatl y Cuauatzala, por ser los barrios en donde empezaron a realizar sus danzas, integradas por un número menor a 24 parejas de danzantes hombres, a estas cuadrillas se le fueron integrando más danzantes hasta que en el año 1965 se vuelven camadas, desde 24 hasta 60 parejas de danzantes mixtos por camada.
En cuanto al vestido de los danzantes se destaca el traje de luces con pantalón corto, propio de un torero para los hombres, fabricado en terciopelo de colores vistosos bordado a mano con chaquira y lentejuela de colores, máscara de catrín fabricada o tallada y pintada a mano con rasgos españoles y una corona con espejos y plumas de colores para imitar los sombreros también de los españoles. Las mujeres portan un vistoso vestido de china poblana en color negro también bordado a mano con chaquira y lentejuelas de colores, una blusa blanca, el sombrero de su preferencia que haga contraste con la vestimenta y un antifaz.
Originalmente la música era producida por instrumentos como chirimía, trompeta y tarola, con el paso de los años se ha ido sustituyendo por bandas de viento.
Los representantes de estas camadas se reparten los cargos por grado de responsabilidad, denominados 1°, 2°, 3° y 4°; el 1° organiza a los danzantes y distribuye las posiciones en la camada, invita a los danzantes a los ensayos en su domicilio las 4 tardes hasta anochecer, de los cuatro viernes previos al Miércoles de Ceniza, por la noche después de cada ensayo les sirve la cena y bebidas que prefieran consumir: agua de fruta, refresco, té o café; el 2° ayuda al 1° durante los ensayos con golosinas como galletas, refrescos o si lo prefieren los danzantes, bebidas embriagantes y es responsable de servir el desayuno en su casa para los danzantes los días de carnaval; el 3° también hace aportaciones para los días de ensayo con lo que le soliciten el 1° y el 2°, y su responsabilidad principal es servir la cena en su casa el día de la coronación de la Reina y el Rey feo, estos son escogidos por los danzantes, dicha coronación se lleva a cabo la noche del sábado previo al Miércoles de Ceniza; por último, el 4° se encarga de apoyar a los tres primeros para llevar lo que les haga durante ensayos y coronación, también es responsable de apoyar a los danzantes con agua, refrescos durante los días de carnaval.
Cabe destacar que los costos de la música, los escenarios y baile popular del remate de carnaval que se lleva a cabo el día martes, antes del Miércoles de Ceniza, son cubiertos por los representantes y amigos de los mismos, que también son candidatos para ocupar puestos de representantes para la celebración de carnaval del próximo año, aportaciones económicas que van desde los $3000 hasta los $5000, pero que sin duda estas aportaciones son hechas por el gusto de participar o ver participar a los habitantes de la comunidad en el tan vistoso carnaval de San Esteban Tizatlan.

## Historia del sitio
Tizatlán es un vocablo de origen náhuatl que significa "Lugar de la tiza". El nombre surgió a raíz de que en las inmediaciones de la zona existieron yacimientos de tiza que hasta hace algunos años eran explotadas.
El asentamiento prehispánico se remonta hacia el siglo XIV después de Cristo y tuvo su origen gracias a la separación de un grupo de habitantes del señorío de Ocotelulco que huyeron cuando un grupo de filiación cholulteca usurpó el poder exterminando hasta la quinta generación del linaje gobernante. Los sobrevivientes se refugiaron en Teotlalpan (hoy La Candelaria Teotlalpan), al norte de Ocotelulco, y por la amenaza constante de los nuevos señores ese grupo decidió subir hacia el cerro de Tizatlán guiados por el caudillo Aztahua Tlacaztalli en donde comenzaron a edificar sus casas y templos llegando a obtener el reconocimiento de los demás pueblos. Tizatlán junto con Tepeticpac, Ocotelulco y Quiahuixtlan conformaron las cuatro cabeceras de la provincia de Tlaxcala en la época prehispánica, mismas que agrupaban un amplio número de pueblos.
Debido a su posición geográfica, en Tizatlán fueron recibidas las tropas españolas de Hernán Cortés el 23 de septiembre de 1519 y fueron alojados en los palacios de Xicoténcatl, tal y como lo señala Bernal Díaz del Castillo y el mismo Cortés.
Como ya se ha dicho, el sitio fue ocupado después de la estancia en Teotlalpan, la primera ocupación se caracteriza por presentar estructuras elaboradas en adobe, un ejemplo de ello es el muro sur de la plataforma de la capilla abierta. La segunda etapa constructiva corresponde a aquella en donde el material constructivo es el xalnene.
A primera vista parece ser que el asentamiento prehispánico solo se reduce al área de los altares policromos y al basamento sobre el que se encuentra la Capilla abierta y el templo de San Esteban, sin embargo, tenemos que decir que las construcciones prehispánicas abarcaban hasta la parte que hoy ocupan las casas actuales al norte de la calle anexa a la zona arqueológica.
El sitio arqueológico fue descubierto en 1927 debido a que, según se cuenta al señor Pánfilo Sánchez se le aparecía el huehue Xicoténcatl, quien lo sacaba de su casa por las noches y lo conducía hasta el lugar donde se ubica actualmente la zona arqueológica. Una vez allí el espíritu le decía a Pánfilo Sánchez que excavara para poder entregarle su tesoro. La comunidad al enterarse de tal suceso decidió, por su cuenta, cavar el sitio que, según Sánchez, Xicoténcatl le señalaba; pero en vez del "tesoro" fueron hallados los altares policromos que hoy podemos apreciar.
Estos altares fueron llamados, desde el momento de su descubrimiento, como altares de sacrificios; Alfonso Caso y luego Eduardo Noguera se ocuparon de hacer una interpretación de los mismos, aunque los trabajos se detuvieron y es hasta 1930 cuando Benalí Salas libera completamente la estructura donde se ubican los altares al mismo tiempo que encuentra una ofrenda. En 1940 Hugo Moedano Koer localiza una ofrenda al pie de la escalera que se halla al frente del basamento principal, esta consistía en dos flautas de barro, un silbato y una ocarina del mismo material; además de una orejera, un idolillo de jade y un diente de jaguar. Para 1957 Eduardo Noguera y Román Piña Chán establecen, después de las excavaciones de una serie de pozos, la estratigrafía del sitio.
En 1980 Daniel Molina excavó en la parte posterior de la Capilla abierta y encontró varios entierros, en ese mismo año Roberto Gallegos Ruiz realizó trabajos en los lugares aledaños a los altares, consolidó el muro sur, limpió y escombró el sitio; también estableció una nomenclatura para las construcciones del sitio.
Es hasta 1990, con el Proyecto Cuatro Señoríos, cuando nuevamente se realizan excavaciones de manera intensiva. Durante este proyecto se liberó el muro suroriente con su escalera de acceso y se realizó una nueva lectura e interpretación de las pinturas que decoran a los altares policromos. 
Recorrido. 
Como ya se ha señalado, la estructura principal resguarda los altares policromos que muestran elementos pictóricos en sus caras oriente, poniente y sur, quedando la cara norte empotrada a una columna de planta semicircular. Estos altares, que en un principio fueron llamados de sacrificio, en realidad servían para la ceremonia de investidura de los Tecuhtli; en el altar poniente se puede apreciar en dos de sus caras escenas que tienen que ver con el sacrificio: cráneo, corazón, mano y un chimalli. El frente del espacio fue dividido por un canal, en el lado derecho se puede apreciar a Tezcatlipoca, deidad nocturna y patrón de los guerreros, en actitud belicosa. Del lado contrario se localiza otra deidad con el rostro descarnado y el cuerpo pintado a rayas blancas y rojas, se trata de Tlahuizcalpantecuhtli, deidad que se relaciona con Venus en su carácter de estrella de la tarde. Por las características descritas se puede pensar que este altar sirvió para la investidura de los guerreros jaguar.
El altar oriente presenta la misma forma del anterior aunque cambia su decoración, pues en los altares laterales se aprecian dos bandas de cuadrantes con elementos rituales inscritos: cráneos, corazones, manos, chimalli, y ocupando la mitad de los cuadrantes la figura de un alacrán. En el frente de este los elementos cambian ya que se aprecian, en vez de un dios, dos escenas donde intervienen deidades como Quetzalcóatl, Xiuhtecuhtli y nuevamente Tlahuizcalpantecuhtli, ya sin el rostro descarnado, en clara alusión al carácter matutino de Venus. Por la iconografía que remata en pluma de águila se puede apuntar que este altar sirvió para la investidura de los guerreros águila.
Enmarcadas a los altares resaltan seis columnas de planta semicircular que sirvieron como soporte de la techumbre que los protegía; las que se ubican hacia el norte llevan un alma de madera y fueron recubiertas con bloques de adobe. El material de construcción tanto en los altares, las columnas y la banqueta que junto con el altar se localiza hacia el norte del recinto es adobe y ladrillo diferenciándose de la última etapa constructiva que está elaborada en xalnene.
Frente al Basamento de los Altares se localiza el museo de sitio que muestra en su interior la historia del sitio a partir de las excavaciones e investigaciones que se han llevado a efecto, así mismo la etnohistoria y la interpretación de los altares.
Otros lugares que vale la pena visitar son la Capilla abierta del siglo XVI que se encuentra construida sobre una plataforma prehispánica Esta capilla tiene planta hexagonal, se abre hacia el frente por cinco arcos, el de en medio se halla cerrado por el ábside del templo de San Esteban. En el interior de la capilla resaltan los coros y el presbiterio en alto enmarcado por un arco triunfal. En el sotocoro del lado sur se puede apreciar una pintura mural con el tema del bautizo de Jesús, el muro oriente, por su parte, muestra la adoración de los reyes.
El sotocoro del lado norte al parecer no tiene pintura mural, en su lugar se observa la puerta que sirve de acceso al sótano que se ubica debajo del presbiterio y que muestra algunas breves escenas del viacrucis.
El arco triunfal es la parte que más deslumbra con sus colores y sus formas. La escena central muestra al padre eterno en medio de un resplandor de sol, a los lados de este el sol y la luna y debajo, dos grupos de ángeles músicos que le rinden honor con instrumentos de viento y cuerda. Cerrando a los ángeles aparecen dos más con incensarios y una serie de querubines que enmarcan la escena.
Al presbiterio se asciende por siete escalones que recuerdan los siete sacramentos que los nuevos conversos al cristianismo debían observar. En el interior del presbiterio se pueden apreciar escenas pictóricas de carácter evangélico que sin duda ayudaban a los indígenas a comprender la nueva religión. En el muro sur, y de arriba a abajo, se localizan escenas que representan el descenso de Jesús a los infiernos para rescatar a los padres del Antiguo Testamento, el poder de la oración donde la Iglesia militante, por medio de la oración, saca a las ánimas del purgatorio y logra que estas pasen a la gloria y por último la anunciación.
En el muro norte del presbiterio está otro conjunto de tres pinturas en el mismo orden que las anteriores con los temas de la ascensión, la resurrección y la manifestación a los apóstoles.
La Capilla abierta estuvo dedicada a san Esteban desde un principio, pues en la parte baja del arco triunfal, además de los anagramas de Jesús, la virgen María y san José se pueden ver un corazón con la inscripción Lapidaba Estefanu que se refiere a la lapidación de san Esteban, una corona de laurel y una palma como signo del martirio. En el ábside destaca el tríptico que muestra escenas de la vida del santo citado.
El templo actual es una construcción del siglo XIX, originalmente este era más antiguo, tal vez del siglo XVII, pero un terremoto en 1711 lo destruyó. En su interior se guardan, entre otros bienes muebles, un cuadro que muestra el bautismo de los señores tlaxcaltecas hecho por José de Sánchez; en la sacristía destacan dos documentos pictográficos, el primero está elaborado en tela y representa por una de sus caras un mapa del pueblo y por la otra una genealogía, este documento está fechado en 1760; existe otro documento elaborado en papel y con la misma fecha que muestra solo la parte geográfica del documento anterior.

## Jardín Botánico de Tizatlán
Fue inaugurado en 1989 como un parque didáctico en el que los visitantes pudiesen apreciar las especies vegetales propias de la región y otras en peligro de extinción. Los jardines cubren poco más de 8 hectáreas que muestran diversas poblaciones vegetales. Cuenta con servicios de biblioteca, palapas, teatro al aire libre, pista para correr, invernadero y salones de usos múltiples, así como la Sala de Cine “Miguel N. Lira" y campamentos.

## Sala de Cine “Miguel N. Lira”
Es una sala de cine ubicada casi al centro del propio Jardín Botánico, cuenta con una sola sala con aproximadamente 50 asientos. Generalmente se exhiben películas de arte que no pasan, o no les dan mucha difusión, en los cines más comerciales. Aunque también películas populares, si bien no siempre las de la temporada.
La sala Miguel N. Lira, ha sido un espacio de recreación saludable del estado, ha logrado mantener su nivel de cine y promovido las muestras, mantenido a su clientela.

## Educación
Actualmente la comunidad cuenta con dos primarias públicas, unas secundaría pública y una preparatoria también pública. A 10 minutos de la comunidad se sitúa la UAT (Universidad Autónoma de Tlaxcala).